# Hiroki Ito (fodboldspiller, født 1999)
 For alternative betydninger, se Hiroki Ito. (Se også artikler, som begynder med Hiroki Ito)
Hiroki Ito (født 12. maj 1999) er en japansk fodboldspiller, som spiller for den tyske bundesligaklub FC Bayern München og det japanske fodboldlandshold. 